# Прециз Интер Холдинг
Прециз Интер Холдинг АД е специализирана в производството на богата гама прецизни и конструкционни електрозаваренени стоманени и алуминиеви тръби и профили, които намират широко приложение в строителството, мебелната индустрия, палетостроенето, изграждането на транспортни съоръжения, производството на автобуси и селскостопански машини, производството на велосипеди, спортни принадлежности и детски колички, изработката на рекламни пана и др. Продукцията на фирмата отговаря на европейски стандарти EN 10305-3, EN 10305-5, EN 10219, EN 1592, EN 15088, EN 39, EN 10255+A1.
Инсталираното модерно оборудване и използваните съвременни технологии осигуряват затваряне на производствения цикъл – от разкроя на рулони и производството на ролкови инструменти до изработването на широка гама тръби и профили с различно напречно сечение и детайли от тях.
Компанията започва дейността си като малък цех за производство на стоманени електрозаварени тръби през 1987 година в село Иваново с 27 работници. През 2007 година броят работниците и служителите надминава 1000, годишният оброт през 2006 година надхвърля 90 милиона лева, а инвестициите са 6 милиона лева. През 1987 година се произвеждат 150 тона стоманени тръби за месец. През 2006 г. вече производството надхвърля 8000 тона на месец.
Към холдинга са включени и други производства, подпомагащи дейността му.
1987 година Фирмата е съзадена като малко предприятие за производство на прецизни електрозаварени стоманени тръби и профили с екип от 29 души и една тръбна линия за производство на тръби с диапазон от Ø 10 до Ø 30 мм с капацитет 200 тона месечно.
1989 година Експортната продукция на компанията е предназначена само за трима контрагенти, главно в Германия и Гърция с обем около 3 % от общата годишна продукция.
1995 година Контрагентите на Прециз Интер Холдинг АД вече са повече от 20, а обемът на експортната продукция е над 30 %; Компанията пуска в експлоатация нова производствена линия с възможности за производство на прецизни електрозаварени тръби и профили в диапазона от Ø 20 до Ø 90 мм. Фирмата получава златен приз за качество на "GQM" (Глобално управление на качеството и мениджмънт)
1998 година Компанията внедрява система за управление на качеството в съответствие с UNI EN ISO 9001: 2000, утвърдена със сертификат на международната организация Lloyd's Register Quality Assurance Limited.
1999 година Фирмата започва сътрудничество с австрийската компания Schramm TechTrade GmbH и прави нов проект за електроинсталационни тръби и фитинги.
2000 година Близо 40 % от продукцията е предназначена за външния пазар. Компанията разширява контактите си за износ – Австрия, Италия, Швеция, Македония, Чехия, Словакия, Румъния, Албания, Полша, и др. През март Прециз Интер пуска в експлоатация цех за черно лакиране на тръби и профили.
2001 година Фирмата внедрява инсталация за горещо поцинковане на тръби, профили и други метални елементи.
2002 година Инсталирани са две линии за производство на алуминиеви тръби и профили в диапазон Ø 8 – Ø 70 мм
2004 година Прециз Интер Холдинг пуска в действие две нови линии за стоманени тръби и профили в диапазон Ø 10 – Ø 100 мм
2005 година Компанията инсталира своята пета линия за производство на стоманени тръби и профили
2006 година Експортният дял на компанията е вече около 75%. Фирмата започва ново производство на тръби и профили от поцинкована ламарина в диапазон Ø 10 – Ø 100 мм. Инсталирани са още две линии за производство на стоманени тръби и профили. Регистрирана е и нова фирма, БГ Стийл АД с основен предмет на дейност изработване на тръбни детайли за мебели.
2007 година Компанията пуска в експлоатация линия за производство на отворени стоманени профили. В съвместно дружество с Iskoor Metals & Steels Ltd. (Macsteel Group) Прециз Интер Холдинг учредява „Ай Пи Ай Стийл“ АД – сервизен център за дистрибуция и преработка на стоманени продукти.
2008 година Инсталирана е нова производствена линия за стоманени тръби и профили в диапазона от Ø 76.2 до Ø 170 мм с дебелина на стената до 7 мм.
Днес близо 980 души, работещи в Прециз Интер Холдинг АД, се грижат за задоволяване нуждите на над 480 фирми. Експортният дял на продукцията е около 80% от общия годишен обем.
2010 година Прециз Интер — Холдинг АД е в несъстоятелност с начална дата 31.12.2010 г. – справка Търговски регистър.